# Полный рабочий день
По́лный рабо́чий день — форма занятости, при которой работник работает в течение всего времени, определённого работодателем. Зачастую полный рабочий день предоставляет преимущества, которых нет у других форм занятости. Иногда такие работники работают дольше установленной нормы.
Условия работы в течение всего рабочего дня различаются на разных предприятиях и часто основаны на вахтенном методе. Обычная рабочая неделя состоит из пяти 8-часовых рабочих дней, всего 40 часов (или 38, 36 и т. д). Бывают четырёхдневные рабочие недели с 10-часовым рабочим днём, трёхдневные с 12-часовой сменой (предполагающие компенсацию за длительность). Такие смены могут быть нерегулярными, но всё равно считаются полным рабочим днём, так как рабочее время остаётся фиксированным. Рабочий день должен включать в себя обеденный перерыв. Работа дольше установленной длительности рабочего времени, в том числе сверх нормального числа рабочих часов за неделю, считается сверхурочной работой.

## Нормирование
Длительность рабочего дня определяется длительностью рабочей недели. Работник, работающий дольше установленного времени, получает за это дополнительную зарплату (но не жалование).

## Длительность полного рабочего времени в неделю по странам
Во многих странах продолжительность рабочей недели устанавливается коллективным соглашением между работниками и работодателем 
- Австралия: около 38–40 часов
- Дания: 37 часов
- Франция: 35 часов
- Германия: 35–40 часов
- Исландия: 40 часов
- Великобритания: около 40 часов (формально не определено)
- США: обычно 32–40 часов
- Израиль: 43 часа

## Академическое использование
В США это понятие применяется к студентам (чаще всего к студентам вузов), которые полностью заняты своим курсом обучения каждый академический год, по 12 академических часов (по 50 минут) в неделю или более. «Лабораторные часы» обычно считаются как половина или треть часа. В США иностранные студенты должны получить статус обучающегося полный рабочий день (англ. full-time status) для получения студенческих виз. Зачастую студенты оплачивают только свои 12 занятий, не важно, сколько они взяли сверх того. Взрослые студенты (обычно до возраста 22 или 23) могут воспользоваться медицинской страховкой (или другими видами страховки) своих родителей, если они заняты полный рабочий день три семестра в год. Обычно только такой статус даёт право быть членом различных студенческих организаций. В США существует программа Министерства труда, рассчитанная на студентов с этим статусом, обязывающая работодателя платить не менее 85 % минимальной заработной платы студенту-работнику.